# Vladislav Chocholín
Vladislav Chocholín (1. března 1916 Praha – 24. září 1943 Lamanšský průliv) byl český pilot 310. československé stíhací perutě RAF.

## Život

### Před druhou světovou válkou
Vladislav Chocholín se narodil 1. března 1916 v Praze. Odmaturoval na reálce. V roce 1935 nastoupil prezenční vojenskou službu, během které absolvoval školu pro důstojníky letectva v záloze. Stal se vojákem z povolání a mezi lety 1936 a 1937 studoval na Vojenské akademii v Hranicích. Po ukončení studia sloužil u Leteckého pluku 6. Dosáhl hodnosti poručíka.

### Druhá světová válka
Po německé okupaci opustil Vladislav Chocholín 17. května 1939 Protektorát Čechy a Morava a přes Polsko odešel do Francie. U zde vznikající československé zahraniční jednotky byl prezentován 2. října 1939 a poté zařazen k francouzskému letectvu k přeškolení na tamní techniku. Po pádu Francie v červnu 1940 se evakuoval do Spojeného království. Zde byl 12. července přijat do Royal Air Force a zařazen do 310. československé stíhací perutě. Kromě krátkého intermezza v září 1940, kdy byl příslušníkem 312. československé stíhací perutě, sloužil v 310. peruti do 1. února 1943. K tomuto datu nastoupil mimooperační službu a to do 1. června téhož roku, kdy se opět vrátil do operační služby u 310. perutě. Dne 24. září 1943 odstartoval z letiště v Portreath ke svému poslednímu bojovému letu, kterým byl doprovod bombardérů B-25 Mitchell nad Brest. Během něho se dostal do souboje s německými stíhačkami Focke-Wulf Fw 190 a Messerschmitt Bf 110. Během něj byl zasažen, stihl ještě požádat o nahlášení polohy s tím, že bude muset vyskočit. Poté se jeho stroj Supermarine Spitfire Mk.Vb AR335 asi patnáct mil severně od ostrova Ouessant zřítil do Lamanšského průlivu. Pátrání bylo marné, tělo Vladislava Chocholína moře nevyplavilo. Dosáhl hodnosti kapitána. Na své konto si zapsal jeden jistý sestřel ve spolupráci, jeden pravděpodobný a dva poškozené nepřátelské stroje.

## Ocenění

### Vyznamenání
- 2x Československá medaile Za chrabrost před nepřítelem
- 2x Československý válečný kříž 1939

### Posmrtná ocenění
- Vladislav Chocholín byl v roce 1991 in memoriam povýšen do hodnosti plukovníka